# Daventry (dystrykt)
Daventry – dawny dystrykt niemetropolitalny w hrabstwie Northamptonshire w Anglii, istniejący w latach 1974–2021. W 2011 roku dystrykt liczył 77 843 mieszkańców.

## Miasta
- Daventry

## Inne miejscowości
Arthingworth, Ashby St Ledgers, Badby, Barby Nortoft, Barby, Boughton, Braunston, Brington, Brixworth, Brockhall, Byfield, Canons Ashby, Catesby, Chapel Brampton, Charwelton, Church Brampton, Church Brampton with Chapel Brampton, Church Stowe, Clay Coton, Clipston, Cold Ashby, Coton, Cottesbrooke, Creaton, Crick, Dodford, Draughton, Drayton, East Farndon, East Haddon, Everdon, Farthingstone, Fawsley, Flore, Great Brington, Great Oxendon, Guilsborough, Hanging Houghton, Hannington, Harlestone, Haselbech, Hellidon, Hinton, Holcot, Holdenby, Hollowell, Kelmarsh, Kilsby, Lamport, Lilbourne, Little Brington, Little Everdon, Long Buckby, Lower Catesby, Maidwell, Marston Trussell, Moulton, Murcott, Muscott, Naseby, Newnham, Nobottle, Nortoft, Norton, Old, Overstone, Pitsford, Preston Capes, Ravensthorpe, Scaldwell, Sibbertoft, Spratton, Stanford on Avon, Staverton, Sulby, Teeton, Thornby, Upper Catesby, Upper Stowe, Walgrave, Watford, Weedon Bec, Welford, Welton, West Farndon, West Haddon, Westhorp, Whilton, Winwick, Woodford Halse, Yelvertoft.